# 台笠
台笠（だいがさ）は、江戸時代、大名行列などで、持たせられたかぶり笠である。

## 概要
棒の先端に笠を付け、そのうえにさらに袋にかぶせたものを人に持たせた。菅笠を用いるのが本義であり、塗笠を用いるのは略式であるという。
「類聚近世風俗志」には、「幕府の御台笠は、黒天鵞絨袋、紫紐、梨子地金御紋散の蒔絵柄也。大名等は、黒天鵞絨袋なれども、紐或は紫或は黒、家格による。柄も右の如くに非ず。搢紳家も用（レ）之歟」（（レ）は、返り点）とある。
桃の節句に飾る雛人形の仕丁(衛士)のうち、左側の怒り顔の仕丁が持っている。
しかし、京風の雛では箒を持っている場合もある。